# 鎌田盛政
鎌田 盛政（かまた もりまさ）は、平安時代末期の武将。源義朝の乳兄弟である鎌田政清の子（鎌田政治の子という説もある）。弟に鎌田 光政がいる。

## 経歴
弟・光政と共に軍記物語『源平盛衰記』に登場、義経四天王の1人として活躍するが、一ノ谷の戦いで早々に討死する。なお、光政は屋島の戦いで、平教経と戦い、討ち死にする。
『義経記』には政清の子として正近（まさちか）が登場し、正門坊（唱門坊）を名乗って牛若丸に出生の秘密を告げている。
盛政・光政兄弟の存在が書かれているのは『源平盛衰記』のみで、『平家物語』や『吾妻鏡』にその存在は記載されておらず、系図なども見られない。